# Павлівка (Хмільницький район)
Павлі́вка — село в Україні, у Калинівській міській громаді Хмільницького району Вінницької області. Кількість зареєстрованого населення 3775 осіб.

## Географія
Селище розташоване на берегах невеликої притоки Богу - річки Верхів, за 2 км від районного центру - міста Калинівки і за 1,5 км від залізничної станції Калинівка II. Площа села — близько 3820 га.

## Населення
У селі мешкає 3842 осіб, у тому числі українці (95 %), росіяни (3 %), вірмени, молдовани, поляки та нації Балтійських країн (2 %).

### Мова
Розподіл населення за рідною мовою за даними перепису 2001 року:
| Мова       | Кількість | Відсоток |
| ---------- | --------- | -------- |
| українська | 3767      | 99.18%   |
| російська  | 28        | 0.74%    |
| білоруська | 2         | 0.05%    |
| вірменська | 1         | 0.03%    |
| Усього     | 3798      | 100%     |

## Історія

### Польсько-козацький період
Село було відоме ще у XV ст.. Розташоване в низинній місцевості, яка в деяких місцях переходила в болото. Територія була покрита лісом, через який проходив великий чумацький шлях. З ним і пов'язана назва населеного пункту.
Існує легенда про заснування села. "Колись, — розповідають старожили, — коли нашого села ще й близько не було, а скрізь росли величезні дуби, простягався тут чумацький шлях. Любили наші люди чумакувати, подорожуючи світом, знаходячи все нові й нові території для поселення. Ось один чумак, що звався Павло, проїжджав густющим чорним лісом і зупинився на перепочинок біля малюсінької річечки. Сподобалася цьому чолов'язі місцина, та й вирішив він залишитися. Побудував хату край ставка, першу хату. Потім інші люди почали оселятися тут. Так виріс спочатку хутір, згодом — маленьке поселення і, нарешті, село. Але село, як і кожен населений пункт повинне мати назву. Ось і вирішили люди назвати його на честь першого поселенця, що жив у цих краях. З тих пір наше славне село зветься Павлівкою. Та ніхто не знав прізвища чи то чумака, чи то козака запорозького. Відомо лише, що він родом з Умані. Почали прозивати його Уманчуком. З часом до слова «приклеїлася» літера «Г», і прізвисько змінилося на Гуменчук. Тому й найпоширеніше павлівське прізвище звучить так само.
… Народилося в Павла п'ятеро синів: Адам, Остап, Стах (Станіслав), Олекса та Стратій. Саме вони дали початок великим павлівським родам. Сини започаткували такі роди, як «адамці» чи «сташки».
Це не вигадана історія, а овіяна віками, збережена і передана поколіннями легенда. Хоч існує й інша версія, радянська, дещо відмінна від цієї попередньої. Кажуть, що село було засноване лісничим Павловим. Не лише важкі чумацькі вози поволі тяглися павлівськими землями, а й козацька кров окропила ліси та поля. В історичних документах пишеться: «За кілька кілометрів від лівого берега р. Снивода, між селом Павлівкою і лісовою дачею Хоминкою є велике поховання». Старші жителі пояснюють, що це стародавня козацька могила. Степові месники, захищаючи наш край від татаро-турецьких загарбників, зазнали великих втрат. Подейкують, що свідком цих боїв був старий та величний дуб, що й досі росте понад дорогою біля старої церкви. Це дерево настільки широке, що п'ятеро дорослих чоловіків, взявшись за руки, не зможуть його обійняти.
У XVIII ст. Павлівка входила до складу королівських земель Вінницького староства і знаходилась у володінні Людвіка Калиновського, полковника військ коронних. Л. Калиновський збудував у селі греко-католицьку церкву. В 1748 році Л.Калиновський розділив село між поміщиками.
У селі здавна був гончарний промисел. Гущинці, Кам'яногірка, Янів, Павлівка, Майдан-Бобрик (нині Літинського району) складали так званий Янівський район гончарного промислу, який в колишній Подільській губернії посідав друге місце за кількістю осіб, зайнятих цією справою і за збутом виробів. На початку ХХ ст. в цих селах нараховувалось 255 гончарів. Нині майстри гончарної справи збереглись у трьох селах: Павлівці, Кам'яногірці та Гущинцях.
З 1775 року Павлівкою володіла Соломія Холоневська. За часи її володіння, в 1785 році, тут нараховувалось 124 двори з 620 селянами — греко-католиками.

### Російський період
Після поділу Польщі Правобережна Україна відійшла до складу Російської імперії, і селян навертали до православ'я.
В 1795 році нараховується 949 жителів «християнського закону».
В 1846 році частиною села володів підполковник у відставці Дехтерєв Терентій Іванович, який, страждаючи важкою хворобою, розділив свої володіння поміж підлеглими. Після його смерті частиною села володіла покоївка підполковника Дехтерєва - Мазеракі. Зараз збереглася назва кутка, що колись належав цій жінці — мазераківка. До реформи 1861 року селяни були кріпаками графа Грохольського, а потім цілого ряду дрібних поміщиків — Братковських, Клюковських, Дземешкевичів.
З 1861 року в селі існувала церковна школа.
Станом на 1885 рік у колишньому власницькому селі Калинівської волості Вінницького повіту Подільської губернії мешкало 1765 осіб, налічувалось 258 дворових господарств, існували православна церква, постоялий будинок, лавка, водяний млин, кузня.
1892 в селі існувало 315 дворове господарство, проживало 2195 мешканців.
За переписом 1897 року кількість мешканців зросла до 2537 осіб (1296 чоловічої статі та 1241 — жіночої), з яких 2492 — православної віри.
У 1901 році в селі нараховувалось 470 дворів, 3 водяні млини, 2 вітряні. Головне заняття селян — хліборобство, але багато хто займався і гончарством. Посуд виготовляли з особливої глини, яку добували в павлівських лісах. Продавали на ярмарках ближніх містечок (Янів, Пиків, Уланів). Нині це давнє ремесло майже забуте.
В 1913—1914 рр. — однокласне початкове земське училище. Перший вчитель — Степан Лаврович Білогруд.
На 1898—1908 роки землі було поділено між 12 поміщиками.

### Перша світова війна. Українська революція
29 травня 1919 року збори селян прийняли резолюцію про підтримку радянської влади та звернення до жителів всіх сіл.

### Голодомор 1932-33 рр.
Під час проведеного радянською владою Голодомору 1932—1933 років померло щонайменше 211 жителів села. В 1932—1933 роках «політика» партії призвела до того, що в селах при урожайному році забрали все зерно і вивезли в державні засіки. «Активісти» ходили в кожну хату і забирали все: квасолю, зерно різне, з печей забирали готовий спечений хліб. На Україні розпочався нечуваний голод, або як зараз пишуть історики « Український голодомор 1932—1933 років». Не обминув голод і павлівчан, які змушені були варити листя молодої лободи і липи, викопували картоплю, яка залишалась із зими, гнила і замерзла. Із 3500 жителів третя частина померла із голоду.

### Друга світова війна
19 липня 1941 року село окупували німецькі війська. З листопада в селі виникла підпільна партизанська група, яка згодом переросла в районну. Керівником цього об'єднання був Кугай Петро, комісаром — Волинець Петро. Спочатку до групи входило 23 вояки, згодом — близько 250.
Найважчим етапом боротьби був початок. Без досвідчених конспіраторів, без зброї, з засиллям гестапівських таємних агентів в ряди борців-підпільників, але ми вистояли. Вже літом 1942 року проведено кілька вдалих операцій по знищенні нацистів, здобуто кілька стволів вогнепальної зброї, проводились диверсії на залізниці. Десятого лютого 1943 року на відкриту боротьбу вийшло перших 12 бійців, які зі зброєю в руках організовували напад на невеликі німецькі гарнізони, поліційні дільниці. Основу загону склали члени Павлівської підпільної організації імені Леніна, що й назву дали загонові.Дехто з партизан вижив у страшній війні, більшість же загинула чи то в боях з нацистами, чи то в застінках гестапо. Один з найхоробріших підпільників — Волинець Петро Каленикович — загинув, мабуть, найболючішою смертю — його зрадили свої.
Після одного з поранень стан його здоров'я залишався тяжким, і він був змушений лікуватись та переховуватись у Павлівці, у хаті партизана Івана Томчука. Незабаром поліції вдалося встановити місце перебування патріота, і 2 квітня 1943 року хата І. Томчука була оточена та підпалена нацистами. Зав'язався нерівний бій. Партизани відстрілювались до останньої кулі. В палаючому будинку останньою гранатою підірвав себе комісар П.Волинець. Тяжко поранений, обгорілий І.Томчук загинув від катувань озвірілих ворогів. За особливі заслуги, мужність і героїзм, виявлені у боротьбі проти німецько-нацистських загарбників в період Великої Вітчизниної війни 1941—1943 рр., указом Президії Верховної Ради СРСР від 8 травня 1965 року комісару партизанського загону імені В.Леніна Волинцю Петру Калениковичу посмертно присвоєно звання Героя Радянського Союзу.
Своєю діяльністю партизани наблизили день визволення села від німецьких загарбників — 14 березня 1944 року…

### Повоєнний період
У селі проживає багато гумористів і поетів. Щороку Будинок культури села організовує свято «День села». У ньому беруть участь як і павлівчани, так і гості села. У селі є великий дитячий садочок «Сонечко», у якому майже 100 діток.
Також в селі діє колгосп СТОВ «Світанок», у якому працюють павлівчани і люди з сусідніх сіл. В наш час[коли?] павлівський колгосп орендує землі у сусідніх селах для розширення господарства і отримання гарного врожаю.
Сільська школа досить стара. Місця для розміщення всіх дітей дуже мало — учні змушені ходити в дві зміни на навчання. Проводяться уроки і в додаткових приміщеннях. Велика проблема у школі — це відсутність достатньої кількості підручників. Але попри це, успішність сільських школярів досить висока.
12 червня 2020 року, відповідно до Розпорядження Кабінету Міністрів України № 707-р, «Про визначення адміністративних центрів та затвердження територій територіальних громад Вінницької області», увійшло до складу Калинівської міської громади.
19 липня 2020 року, в результаті адміністративно-територіальної реформи і ліквідації Калинівського району, село увійшло до складу новоутвореного Хмільницького району.

## Транспорт
Найближча залізнична станція — Калинівка-2. Щодня : вранці і ввечері, там зупиняються дизель-поїзди підвищеної комфортності польського виробництва («рейкові автобуси») сполученням Вінниця-Хмельницький через Хмільник, Старокостянтинів.
Також ходять автобусні рейси Вінниця-Павлівка.

## Освіта і культура
Більшу частину чисельності жителів села складає молодь.Сьогодні в селі працюють Павлівська ЗОШ І-ІІІ ст., дитячий садочок «Сонечко», будинок культури, який визнаний найкращим у районі 2008 року, медична служба, бібліотека.

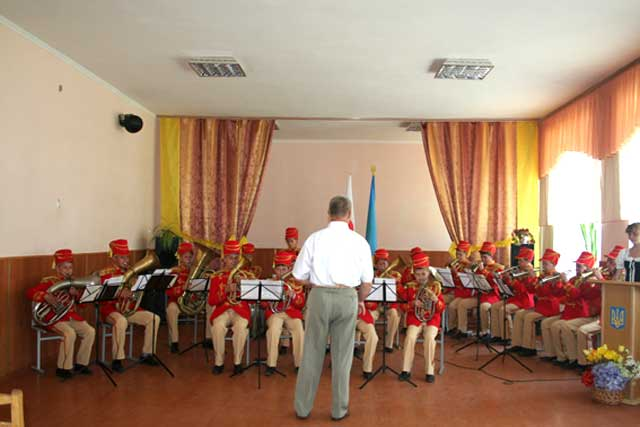
Дитячий духовий оркестр

Під керівництвом Гуменчук К. А. діє народний фольклорний ансамбль «Журавка», молодіжний ансамбль, народний зразковий оркестр (керівник — заслужений діяч культури України І. А. Стаднік).

## Фольклор
Микола Зінчук у 2009 році записав від місцевого жителя Коника Віталія Євгенійовича (1949 року народження) варіант казки «Лисиця та Журавель», який увійшов до збірки «Українські народні казки у 40 томах».

## Пам'ятки
У селі є меморіальна табличка на родинній хаті О. Л. Кундзіча.
У центрі села споруджено обеліск на честь вояків-односельців, які загинули у німецько-радянській війні. Пам'ятник відкрито у 1975 році на честь 30-річчя перемоги союзницьких країн над Третім Рейхом. Обабіч від обеліска споруджено стели, на яких викарбувано імена 394 загиблих. Перед монументом — вічний вогонь.
Споруджено пам'ятний нагробок на могилі Героя СРСР Петра Волинця. Поблизу Будинку культури споруджено пам'ятник: «Хоробрим партизанам».

## Відомі люди

### Народилися
- Бабко Юрій Володимирович (1988—2015) — старший солдат Збройних сил України, учасник російсько-української війни.
- Герой Радянського Союзу П. К. Волинець,
- Герой Радянського Союзу І. І. Ковальчук,
- Український письменник і перекладач О. Л. Кундзіч. На честь письменника названа одна з вулиць села. В місцевій бібліотеці обладнано стенд, на якому виставлені його твори.
- Нікіфоров Василь Семенович (* 1954 — †2015) — український військовик. Генерал-лейтенант. Був заступник командувача Повітряних Сил з авіації — начальником авіації Командування Повітряних Сил Збройних Сил України
- Антон Аксентійович Тригобчук, 1927 р.н. — стрілець сотень УПА «Середнього» і «Батурина» в 1944—1946 рр.[12]

## Галерея

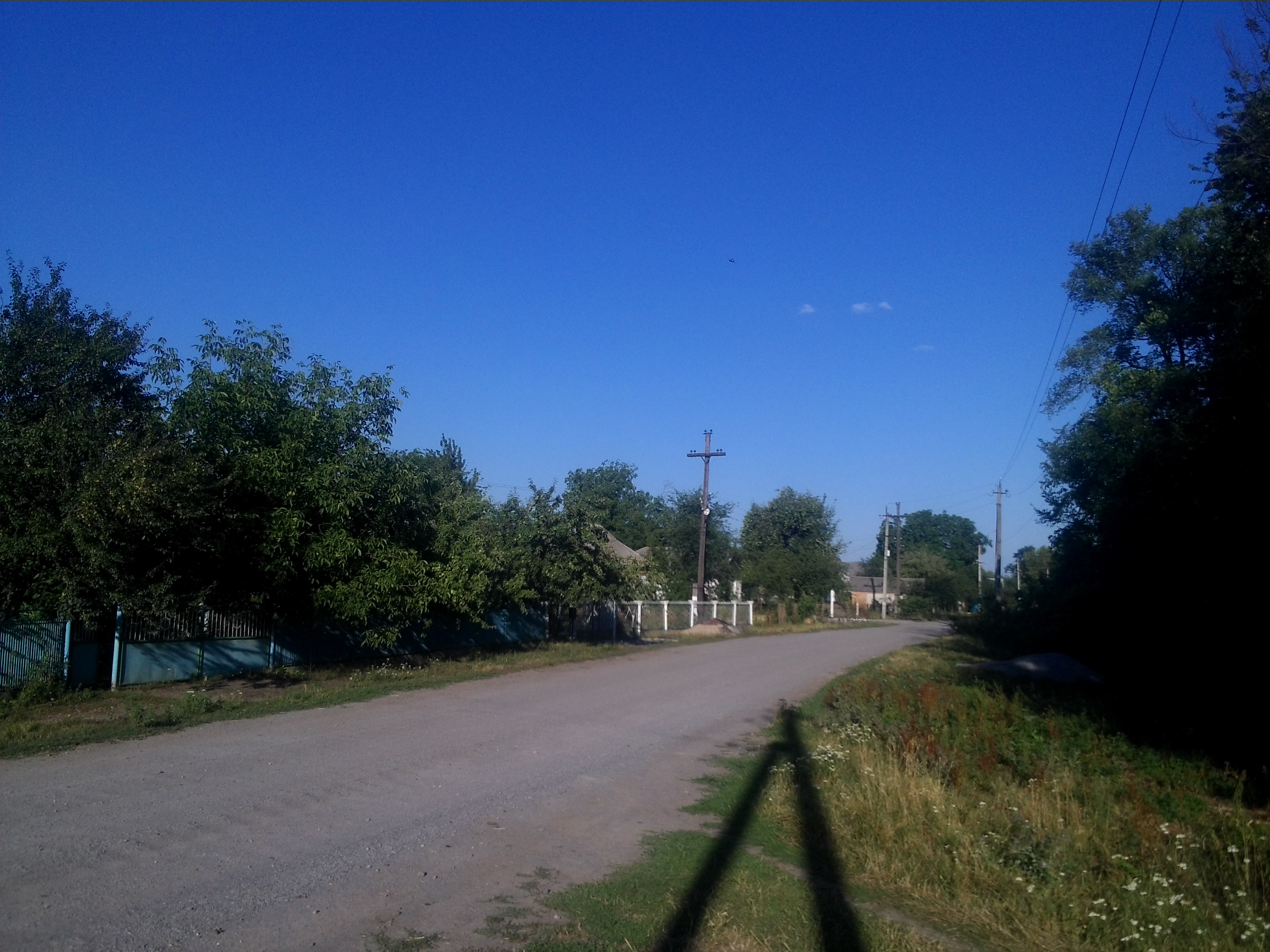
Вулиця поблизу залізничної станції
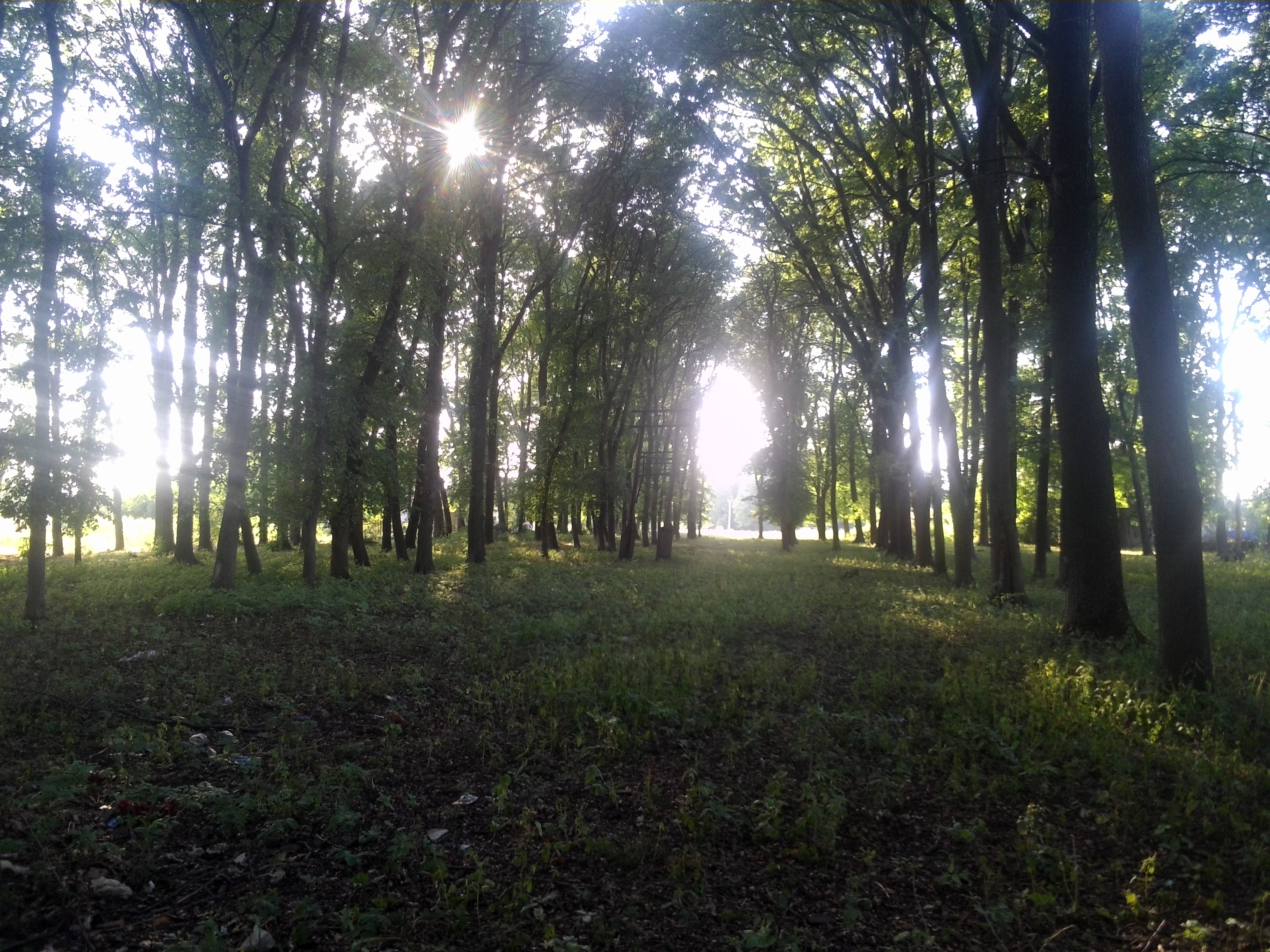
Лісова посадка поблизу залізничної станції
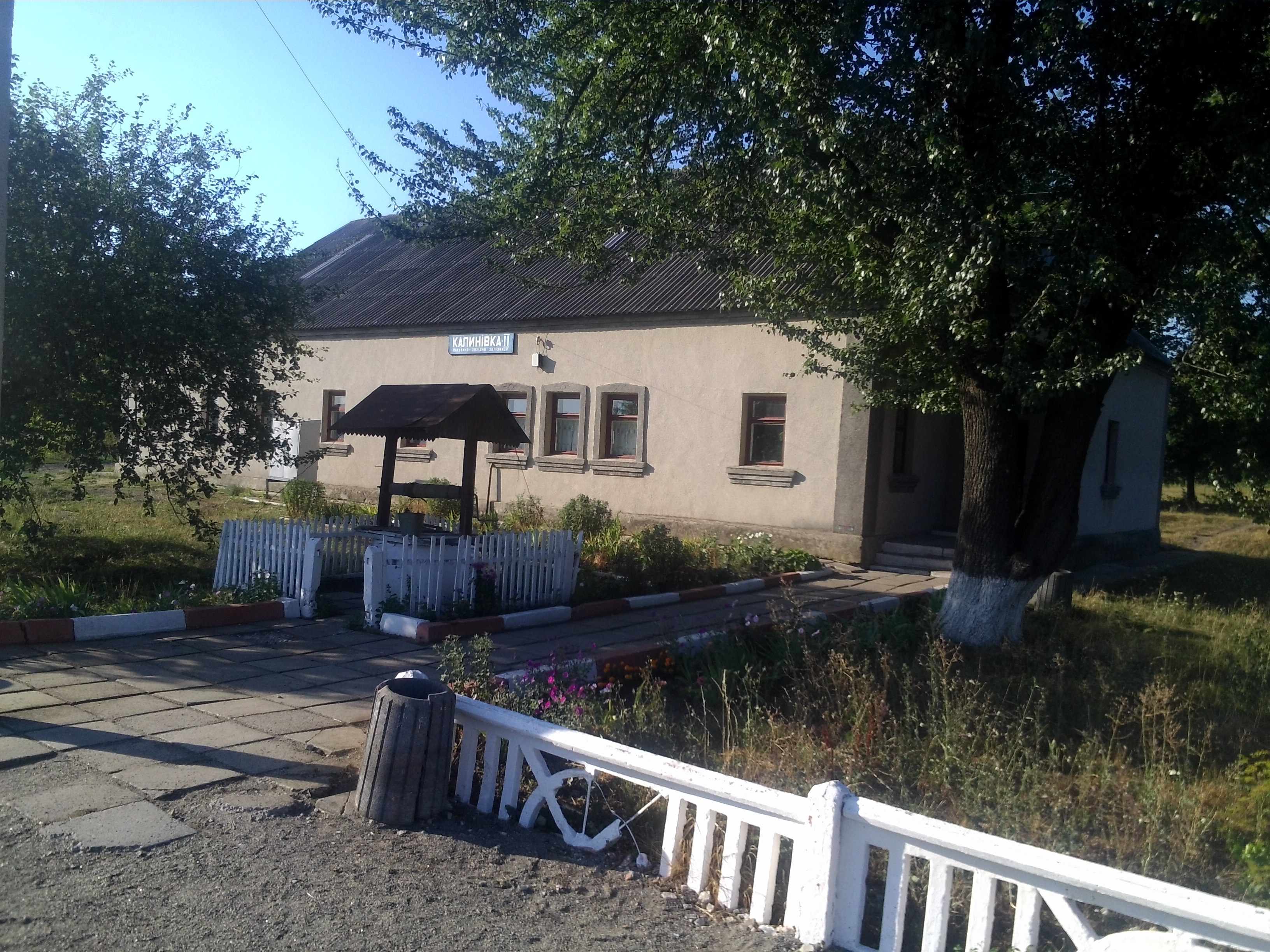
Залізнична станція Калинівка II